# Ilion

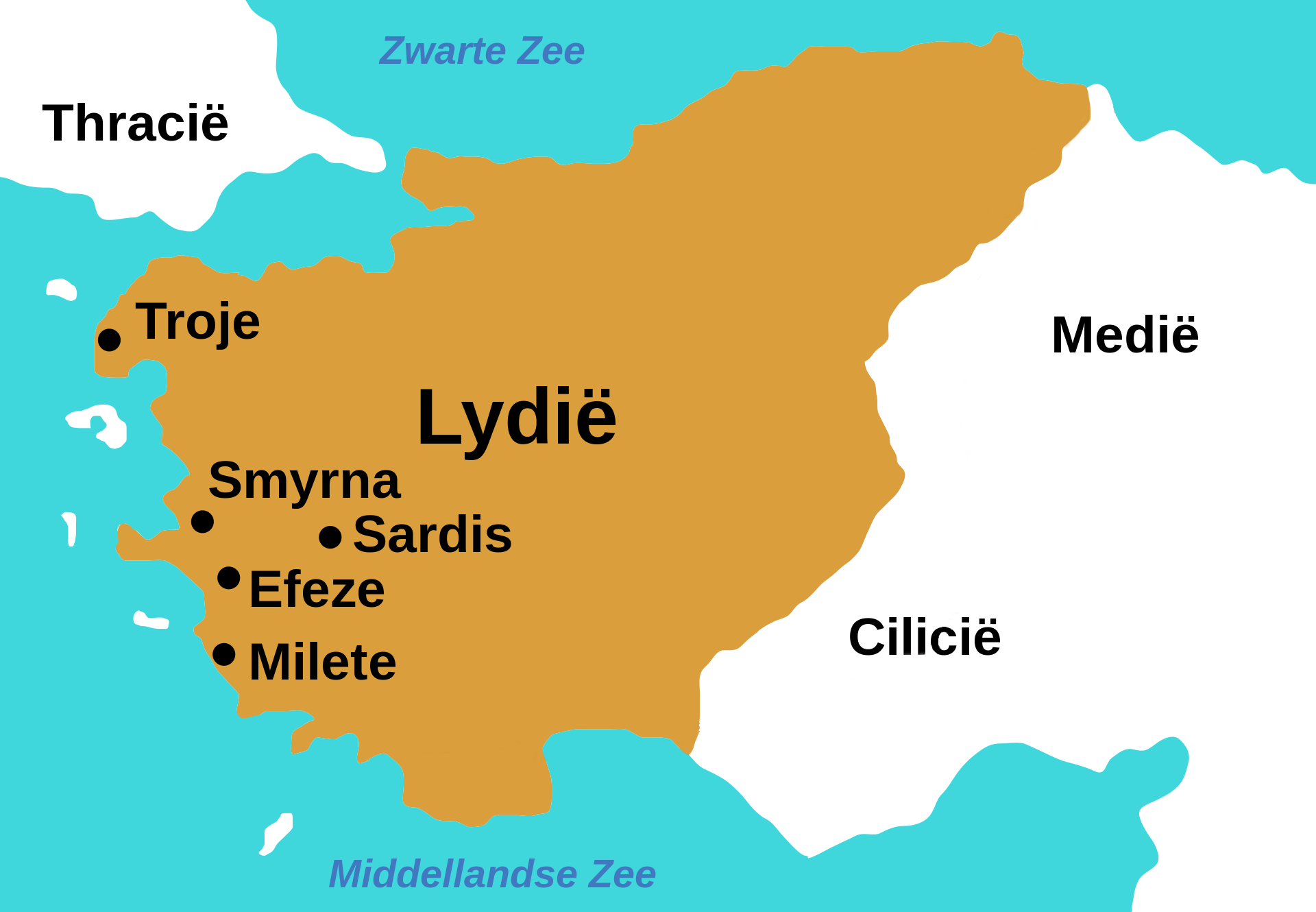
Lydië met Troje, toen Ilion

Ilion was in de klassieke oudheid de naam voor Troje, waarschijnlijk vanaf 700 v.Chr. Bij de Romeinen heette het Ilium. De Ilias van Homerus uit omstreeks 800 v.Chr. is naar Ilion, naar deze naam voor Troje, genoemd.
Troje werd een Griekse stad, maar aanvankelijk niet groter dan andere steden in Troas. Het gebied hoorde eigenlijk bij Lydië, maar was daar relatief onafhankelijk van. Het kwam in 547 onder Perzische Rijk heerschappij, maar hoorde tot de verovering door Alexander de Grote in 334 afwisselend bij het Perzische Rijk, Athene of Sparta of was onafhankelijk.
Het gebied kwam na de dood van Alexander de Grote in handen van Lysimachus. Die begon in 306 met de bouw van een groot theater bij Troje en liet, naar men aanneemt, in 301 op de top van de omgeving een grote tempel voor Athena bouw. Dit laatste overigens tot teleurstelling van latere archeologen, want om een vlakke ondergrond te krijgen liet hij een laag afvoeren die de top van de burcht van Troje VI en Troje VII vormde, waardoor die nu dus niet meer bestaat. Hij dwong inwoners van omliggende plaatsen naar Ilion te verhuizen en de stad groeide uit tot een religieus centrum.
Het gebied werd in 188 v.Chr. door de Romeinen veroverd, hoewel het aanvankelijk onder de vazalstaat Pergamon viel. Omdat de Romeinen de Trojaan Aeneas als hun stamvader beschouwden, had Troje een speciale betekenis voor hen: omstreeks 150 v.Chr. kende Ilium opnieuw een tijd van grote bouwactiviteit.
De Romeinse generaal Flavius Fimbria richtte in 85 v.Chr. verwoestingen in Ilium aan, maar generaal Sulla herbouwde de stad nog groter dan voorheen. Julius Caesar breidde na zijn bezoek in 48 v.Chr. de stad nog verder uit, evenals Augustus na zijn bezoek in 20 v.Chr. Ilium en omgeving werden in de Romeinse tijd een populaire toeristische bestemming en de bezoeken van diverse keizers en andere belangrijke Romeinen brachten rijkdom aan de stad.
Keizer Constantijn I overwoog in 326 om van Ilium zijn nieuwe hoofdstad te maken, maar koos toch voor Byzantion. Het ging daarna door de opkomst van het christendom met Ilium snel bergafwaarts. Het werd rond 500 door een aardbeving getroffen, waarna er maar een klein dorp over bleef. Het hield het een bisschopszetel. In de 12e en 13e eeuw was er nog een lichte opleving, maar in de 14e eeuw kwam aan het bestaan van Troje definitief een einde.